# 5425 Vojtěch
Az 5425 Vojtěch (ideiglenes jelöléssel 1984 SA1) a Naprendszer kisbolygóövében található aszteroida. Antonín Mrkos fedezte fel 1984. szeptember 20-án.